# Pseudicius zabkai
Pseudicius zabkai är en spindelart som beskrevs av Song D., Zhu M., Chen J. 200. Pseudicius zabkai ingår i släktet Pseudicius och familjen hoppspindlar. Inga underarter finns listade i Catalogue of Life.